# 名鉄八百津線
八百津線（やおつせん）は、岐阜県可児市の明智駅から同県加茂郡八百津町の八百津駅までを結んでいた、名古屋鉄道（名鉄）の鉄道路線。かつて八百津支線（やおつしせん）と称していた時期があり、八百津支線と呼称される場合は広見線の支線として扱われた。
運賃計算区分はC（運賃計算に用いる距離は営業キロの1.25倍）。

## 概要
広見線から分岐し、蘇水峡や丸山ダムなどの景勝地を控えた八百津町まで木曽川に沿って結んでいた。途中の兼山町内にトンネルが1か所存在した。
2001年10月1日に全線廃止。同日に同じ名鉄の谷汲線、揖斐線黒野駅 - 本揖斐駅間、竹鼻線江吉良駅 - 大須駅間が廃止されている。
1984年に富士重工のレールバスの試運転が行われ、名鉄が閑散区間合理化のためこれを採用。同年八百津線は電気運転を廃止してレールバス運転に切り替え、その直後から架線などの電化設備は撤去された。レールバス化当初はキハ10形を使用し、1995年より廃止時まではキハ30形を使用していたが、八百津線廃止後キハ30形は三河線の非電化区間へ移籍した。しかし、こちらも廃止になったことにより名鉄から非電化路線はなくなり、車両はミャンマーへ輸出された。その後、2006年に新可児駅構内のレールバス専用の検車場（新可児検車場）が撤去された。

### 路線データ
- 路線距離（営業キロ）：7.3km [6][7]
- 軌間：1067mm [7][6]
- 駅数：5駅（起終点駅を含む・廃線時点） [7]
- 複線区間：なし（全線単線） [6]
- 電化区間：全線電化（直流1500V・1984年9月まで[8]）→全線非電化（1984年9月から廃止時まで[5]）
- 閉塞方式：スタフ閉塞式 [9]

## 運行形態
廃止時点では全列車レールバスによる運行で、八百津線内折り返し運転されていた。ただし、給油基地が広見線新可児駅構内の新可児検車場にあったため、昼間の1往復のみ新可児駅まで直通していた（このときは明智駅で列車交換を行い、明智始発折り返し御嵩行きにも連絡していた。往復とも普通列車であったが八百津行きは広見線の学校前駅を通過していた）。すべて、普通列車のワンマン運転で、明智 - 八百津間で30分間隔で毎時2往復、11 - 12時台は60分間隔で毎時1往復運転されていた。ただし、廃線間際には、臨時列車が数往復増発されて、毎時2往復運転されていた。廃止時点では全列車が各駅に停車していたが、電化時代には兼山口駅と中野駅を通過する普通列車が存在した。
単線であるが、廃止時点では兼山駅などにあった交換設備はすべて廃止されており、列車の行き違いは行われていなかった。
1984年までは電化されており、犬山線との直通運転列車があった時期もある。電化時代、パノラマカーによる名古屋方面直通特急「蘇水湖号」が運転されており、廃止直前に常滑 - 八百津間でリバイバル「蘇水湖号」が、常滑 - 新可児間をパノラマカーによる急行（6両固定編成、犬山から普通）、新可児 - 明智（実際は御嵩行き）間を3400系、明智 - 八百津間をキハ30形レールバスが担当して運転された。

## 歴史
- 1930年（昭和5年）4月30日 - 東美鉄道が伏見口（現・明智） - 兼山間開業[10][6]。開業当初は直流600V電化
- 1930年（昭和5年）10月1日 - 兼山 - 八百津間開業[10][6]
- 1943年（昭和18年）3月1日 - 名古屋鉄道が東美鉄道を合併。新広見（現・新可児） - 御嵩（現・御嵩口）間、伏見口 - 八百津間を東美線とする[10]
- 1943年（昭和18年）
  - 兼山ダム完成に伴い日本発送電専用線廃止[11]。
  - 8月10日 - 起業廃止（許可）（可児郡錦津村地内八百津-錦織間）[12]
- 1944年（昭和19年） - 伏見口 - 兼山口間の東伏見駅、兼山口 - 兼山間の城門駅、中野 - 八百津間の伊岐津志駅休止[7]
- 1948年（昭和23年）5月16日 - 東美線の新広見 - 御嵩（現・御嵩口）間を広見線に編入。伏見口 - 八百津間を八百津線（八百津支線）に改称[10]
- 1952年（昭和27年）3月 - 丸山ダム建設工事線として、丸山水力専用鉄道 八百津 - 錦織間開業[13]
- 1953年（昭和28年）7月 - 丸山水力専用鉄道 錦織 - 丸山発電所間開業[13]
- 1954年（昭和29年）6月1日 - 丸山水力専用鉄道 八百津 - 丸山発電所間廃止[13]
- 1963年（昭和38年）8月21日 - 城山トンネル補強のため9月15日まで運休[14]。
- 1965年（昭和40年）3月21日 - 架線電圧を600Vから1500Vに昇圧[8]
- 1969年（昭和44年）4月5日 - 休止中の東伏見駅、城門駅、伊岐津志駅廃止[7]
- 1982年（昭和57年）4月1日 - 伏見口駅を明智駅に改称[7]
- 1984年（昭和59年）9月23日 - 電気運転廃止、レールバス運転開始[5]。電化設備撤去開始
- 1985年（昭和60年）3月14日 - 電化設備撤去完了、ワンマン運転開始[3]
- 2001年（平成13年）10月1日 - 明智 - 八百津間が廃止[3]。翌日より東濃鉄道により代替バス（YAOバス）運転開始

## 駅一覧
- 廃止時点（今尾 (2008)に基づく）
- 全駅岐阜県に所在。
- 廃止時点では普通列車のみ運行。全列車、各駅に停車。

| 駅名     | 駅間 キロ | 営業 キロ | 接続路線           | 所在地                      |
| -------- | --------- | --------- | ------------------ | --------------------------- |
| 明智駅   | -         | 0.0       | 名古屋鉄道：広見線 | 可児市                      |
| 兼山口駅 | 2.3       | 2.3       |                    | 可児郡兼山町 （現・可児市） |
| 兼山駅   | 1.3       | 3.6       |                    | 可児郡兼山町 （現・可児市） |
| 中野駅   | 1.8       | 5.4       |                    | 加茂郡八百津町              |
| 八百津駅 | 1.9       | 7.3       |                    | 加茂郡八百津町              |

### 全線廃止以前の廃駅
以下の駅はすべて1944年（昭和19年）に休止となり、1969年（昭和44年）4月5日に廃止されている。駅名は1969年4月5日当時のもので、伏見口駅は現在の明智駅。
- 東伏見駅 - 伏見口駅起点0.8km、伏見口駅 - 兼山口駅間に所在。
- 城門駅 - 伏見口駅起点3.0km。兼山口駅 - 兼山駅間に所在。
- 伊岐津志駅 - 伏見口駅起点6.2km、中野駅 - 八百津駅間に所在。

## その他
- 八百津駅より先に、丸山ダム建設のための専用鉄道（丸山水力専用鉄道）が存在していた。